# Litohlavy
Litohlavy (en allemand : Litochlau, précédemment : Litohlau) est une commune du district de Rokycany, dans la région de Plzeň, en République tchèque. Sa population s'élevait à 546 habitants en 2021.

## Géographie
Litohlavy se trouve à 4 km au nord-ouest du centre de Rokycany, à 15 km à l'est-nord-est de Plzeň et à 72 km au sud-ouest de Prague.
La commune est limitée par Bušovice au nord, par Osek à l'est, par Rokycany au sud, par Klabava au sud-ouest et par Dýšina à l'ouest.

## Histoire
La première mention écrite de la localité date de 1390.

## Galerie

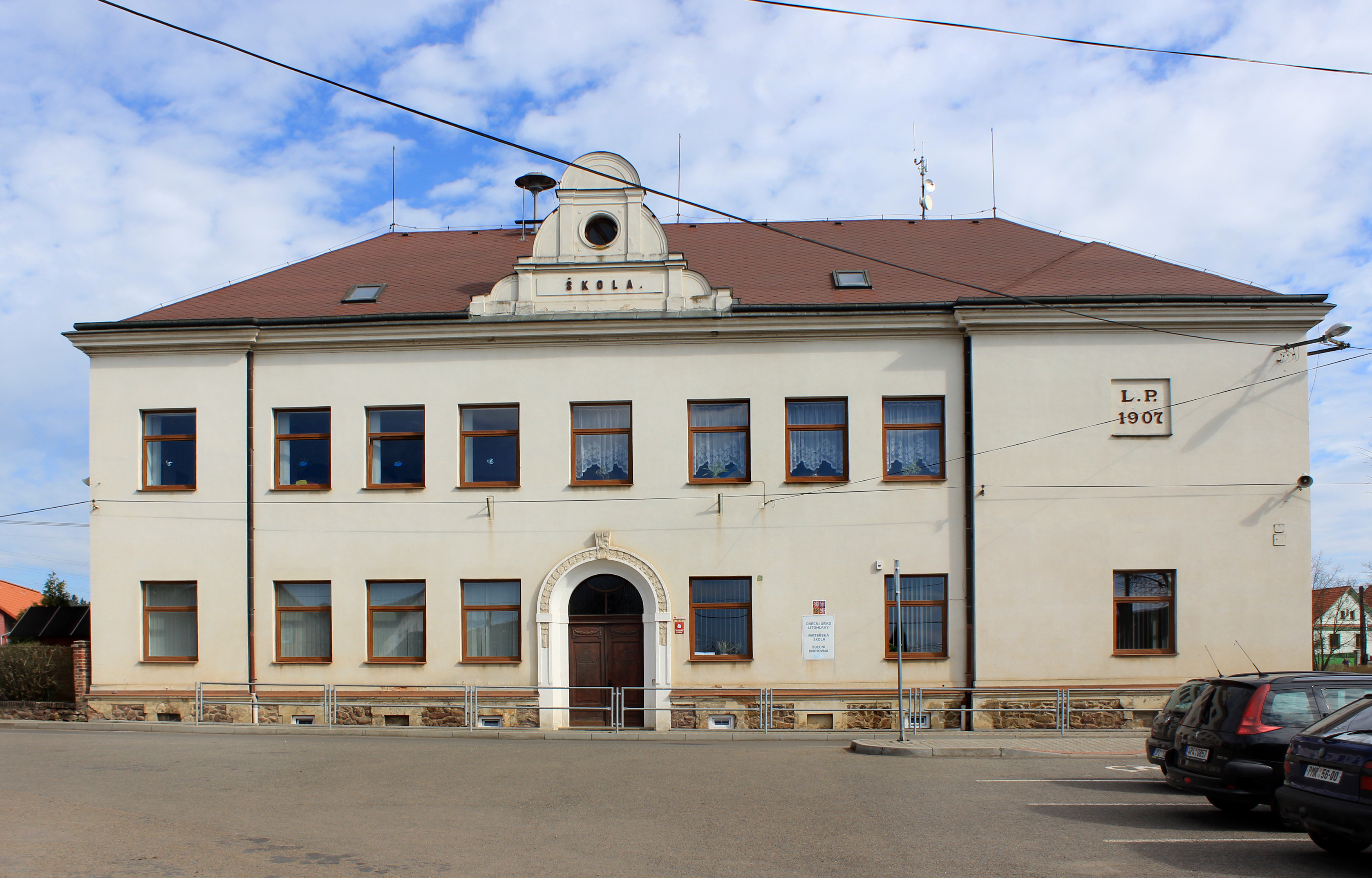
Litohlavy : la mairie.
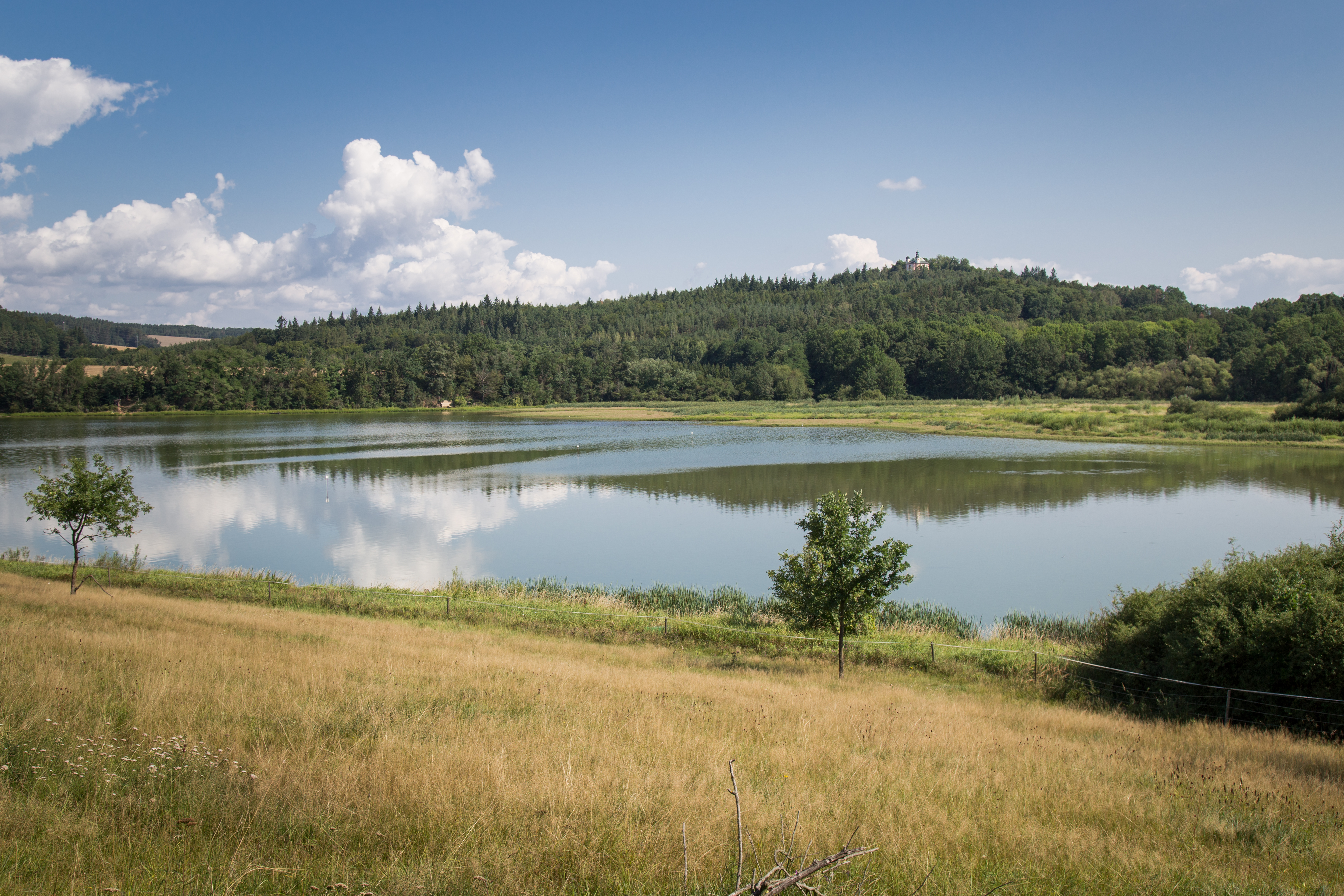
Réservoir de Klabava.

## Transports
Par la route, Litohlavy se trouve à 5 km de Rokycany, à 17 km de Plzeň et à 80 km de Prague.
L'autoroute D5, qui relie Prague à l'Allemagne par Plzeň, marque également la limite administrative entre les communes de Litohlavy et Rokycany. Un échangeur à l'intersection de l'autoroute et de la route 183 donne accès à l'autoroute D5.